# Лараманай
Лараманай (фр. Larmanaye) — город и супрефектура в Чаде, расположенный на территории региона Восточный Логон. Входит в состав департамента Монт-де-Лам.

## Географическое положение
Город находится в юго-западной части Чада, к западу от реки Западный Логон, на высоте 508 метров над уровнем моря.
Населённый пункт расположен на расстоянии приблизительно 452 километров к юго-юго-востоку (SSE) от столицы страны Нджамены.

## Население
По данным официальной переписи 2009 года численность населения Лараманая составляла 47 568 человек (22 886 мужчин и 24 682 женщины). Население супрефектуры по возрастному диапазону распределилось следующим образом: 53,1 % — жители младше 15 лет, 44 % — между 15 и 59 годами и 2,9 % — в возрасте 60 лет и старше.

## Транспорт
Ближайший аэропорт расположен в городе Баибокум.